# مايو 1964
وقعت الأحداث التالية في مايو 1964:

## 1 مايو1964 (الجمعة)
- الساعة 4:00 صباحا في كلية دارتموث ، أدار أستاذا الرياضيات جون جي. كيميني وتوماس إي. كورتز أول برنامج مكتوب بلغة BASIC ( رمز لغة C متعدد الأغراض للمبتدئين )، وهي لغة برمجة كمبيوتر سهلة التعلم لقد خلقوا. كان الإصدار الأصلي يحتوي على 14 عبارة (DATA، DEF، DIM، END، FOR، GOSUB، IF، LET، NEXT، PRINT، READ، REM، وRETURN) وتسعة وظائف DEF مدمجة (Sin، Cos، Tan، Atn، Exp) ، السجل، Sqr، Rnd، وInt). حيث كتب كيميني لاحقًا "نحن في دارتموث تصورنا إمكانية قيام ملايين الأشخاص بكتابة برامج الكمبيوتر الخاصة بهم". 14 مايو 1964: جمال عبد الناصر وخروتشوف يضغطان على زر الانفجار في سد أسوان.

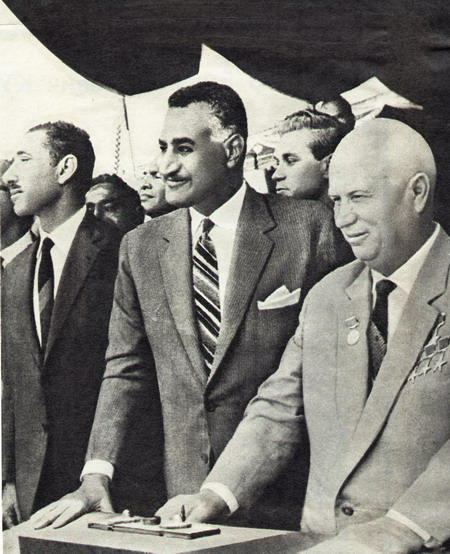
14 مايو 1964: جمال عبد الناصر وخروتشوف يضغطان على زر الانفجار في سد أسوان.

- مواليد: إيفون فان جينيب، متزلجة سرعة هولندية، حائزة على ثلاث ميداليات ذهبية في دورة الألعاب الأولمبية الشتوية لعام 1988، في هارلم الهولندية.[1]

## 2 مايو1964 (السبت)
- أغرق رجل ضفدع فيتنامي شمالي سفينة نقل الطيران التابعة للبحرية الأمريكية USNS <i id="mwOA">Card</i> بعد أن استولت على شحنة من طائرات الهليكوبتر في سايغون . في حوالي الساعة 5:00 صباحًا، حدث ثقب في البطاقة أسفل خط الماء، وبدأت السفينة في الغرق، ووصلت في النهاية إلى قاع البحر الذي يبلغ ارتفاعه 48-قدم (15 م) نهر سايجون العميق. بقي سطح الطائرة والبنية الفوقية فوق السطح، لكن خمسة بحارة أمريكيين قتلوا. [2] [3] وسرعان ما تم إعادة تعويم السفينة وإصلاحها.
- فاز وست هام يونايتد بكأس الاتحاد الإنجليزي للمرة الأولى في تاريخه، بفوزه على بريستون نورث إند 3-2 على ملعب ويمبلي .
- تم بث المسلسل الوثائقي التلفزيوني الطويل لهيئة الإذاعة البريطانية Horizon لأول مرة، مع شبكة BBC-2 الجديدة التي تقدم "عالم بكمنستر فولر".[4]
- تم تعميد ابن الملكة إليزابيث الثانية ودوق إدنبره البالغ من العمر سبعة أسابيع باسم إدوارد أنتوني ريتشارد لويس - وهو اليوم إيرل ويسيكس .[5]
- شارك حوالي 1000 طالب في أول مظاهرة طلابية كبرى ضد حرب فيتنام ، حيث ساروا في مدينة نيويورك كجزء من "حركة الثاني من مايو" التي نظمها الطلاب في جامعة ييل . [6] كما جرت مسيرات في سان فرانسيسكو وبوسطن وسياتل وماديسون بولاية ويسكونسن.
- أصيب ستة وأربعون مراهقًا، أحدهم قاتل، في حادث سلم كهربائي في ملعب ميموريال في بالتيمور، حيث حصلوا على دخول مجاني إلى مباراة بيسبول بين الأوريولز وكليفلاند إنديانز. ومن المفارقات أن الشباب كانوا من بين 20 ألف شخص تمت دعوتهم لحضور "يوم دورية السلامة". كانت أنيت س. كوستانتيني، 14 عامًا، في مقدمة الصف وتم سحقها بسبب التدافع الذي نتج عن إغلاق الجزء العلوي من المصعد جزئيًا بحاجز خشبي. [7] [8]
- حصل السيناتور باري جولدووتر على أكثر من 75% من الأصوات في الاستفتاء الرئاسي الجمهوري في تكساس ، وهو "مسح غير ملزم لمشاعر الناخبين". [9]
- وفيات:
  - ليدي أستور ، 84 عامًا، سياسية بريطانية أمريكية المولد، أصبحت أول امرأة تعمل في مجلس العموم بالمملكة المتحدة. ولدت باسم نانسي ويتشر لانغورن بالقرب من دانفيل، فيرجينيا ، عام 1879، وخدمت من عام 1919 إلى عام 1945 [10]
  - كان هنري حزقيا دي وتشارلز إيدي مور ، وكلاهما يبلغان من العمر 19 عامًا، يتنقلان في ميدفيل بولاية ميسيسيبي ، عندما تم اختطافهما وضربهما وقتلهما على يد أعضاء كو كلوكس كلان . تم العثور على جثثهم المتحللة بشدة عن طريق الصدفة بعد شهرين في شهر يوليو، أثناء البحث عن ثلاثة من العاملين في مجال الحقوق المدنية المفقودين (جيمس تشاني، وأندرو جودمان، ومايكل شويرنر). سوف يمر أكثر من 40 عامًا قبل أن تتم محاكمة جيمس فورد سيل بنجاح بتهمة القتل وإدانته في عام 2007 عن عمر [11] سيموت سيل في السجن عام 2011.

## 3 مايو1964 (الأحد)
- اختتم التصويت على استقلال جزر مالطا الأوروبية بعد ثلاثة أيام، بنسبة 54.5% من الأصوات الصحيحة لصالح الدستور المقترح الذي ينص على أن تكون مالطا دولة ديمقراطية برلمانية مع حاكم عام بريطاني. فيما يتعلق بسؤال "هل توافق على الدستور الذي اقترحته حكومة مالطا، والذي أقرته الجمعية التشريعية، ونشر في جريدة مالطا ؟"، صوت 65714 بـ "نعم" وصوت 54919 بـ "لا". [12] [13]
- اختتم التصويت لانتخاب مجلس النواب اللبناني المكون من 99 مقعدًا بعد خمسة أيام آحاد متتالية، حيث فاز المرشحون المستقلون بـ 70 مقعدًا. وتوزعت المقاعد الـ 29 الأخرى على ستة أحزاب سياسية، حيث حصل الحزب الوطني الليبرالي بزعامة كميل شمعون على 7 مقاعد. [14]
- مواليد: رون هيكستال ، حارس مرمى هوكي الجليد الكندي. (براندون في مانيتوبا).

## 4 مايو1964 (الاثنين)
- تم افتتاح مشروع الري والطاقة لنهر غانداك في نيبال من قبل ملك نيبال ماهيندرا بير بيكرام شاه ورئيس الوزراء الهندي جواهر لال نهرو ، بعد أربع سنوات من اتفاق البلدين على بناء حاجز لسد النهر لتوفير كهربة المنطقة.[15]
- أصدر مجلس النواب الأمريكي قرارًا، بالتصويت الصوتي، يعترف بأن ويسكي البوربون هو "منتج مميز للولايات المتحدة" ويطلب من الوكالات الحكومية الأمريكية "اتخاذ الإجراءات المناسبة لحظر استيراد الويسكي المصنف على أنه بوربون إلى الولايات المتحدة". ويسكي". وقد أقر مجلس الشيوخ الأمريكي هذا الإجراء، وهو "تعبير عن مشاعر الكونجرس" وليس قانونًا، في سبتمبر الماضي، وأشار إلى أن اسكتلندا وكندا وفرنسا حظرت استيراد السكوتش والويسكي الكندي والكونياك على التوالي. [16]

## 5 مايو1964 (الثلاثاء)
- أعلنت حكومة إسرائيل أنها أكملت بناء الناقل الوطني للمياه في إسرائيل، وهو مشروع للري لزيادة استخدام نهر الأردن. وفي 16 كانون الثاني (يناير)، أعلن الرئيس المصري عبد الناصر وزعماء 12 دولة عربية أخرى قالوا أنهم سيحولون الروافد الرئيسية الثلاثة للنهر بعيداً عن إسرائيل. وبعد تحذيرات من الولايات المتحدة والاتحاد السوفييتي والأمم المتحدة، تخلت الدول العربية عن خطط التحويل الخاصة بها ولم تقدم أي اعتراضات أخرى على مشروع مياه الأردن.[17]
- وُلدت: هايك هنكل (ولدت في هايك ريديتسكي)، رياضية ألمانية وحاصلة على الميدالية الذهبية الأولمبية في الوثب العالي للسيدات، 1992؛ في كييل، ألمانيا الغربية [18]
- وفيات: توفي هوارد زانيسر ، 58 عامًا، عالم البيئة الأمريكي الذي صاغ قانون البرية لعام 1964 ، متأثرًا بمرض القلب قبل شهرين من إقرار الكونجرس للتشريع.

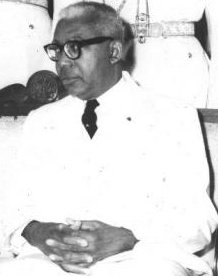
تعيين "بابا دوك" دوفالييه رئيساً لهايتي مدى الحياة.

## 6 مايو1964 (الأربعاء)
- في قضية ديرينج ضد يوريس، فاز الدكتور فلاديسلاف ديرينج بانتصار باهظ الثمن في محكمة قسم الملكة ضد الروائي ليون يوريس وناشره، كيمبر وشركاه، في دعوى تشهير ناشئة عن رواية يوريس الأكثر مبيعًا "الخروج" . وافق القاضي فريدريك لوتون على أن الدكتور ديرينج، وهو طبيب في معسكر الإبادة أوشفيتز ، قد تم التشهير به من خلال تصريح غير صحيح بأنه فشل في استخدام التخدير في بعض عملياته التجريبية على السجناء اليهود، لكنه منح الطبيب تعويضًا قدره نصف بنس واحد. - وأمرت الدكتور ديرينج بدفع أكثر من 25 ألف جنيه إسترليني (حوالي 75 ألف دولار في ذلك الوقت) كنصف تكاليف المحكمة للمدعي. [19] [20] سيتوفى الدكتور ديرينج في وقت لاحق من العام قبل أن يتم دفع التكاليف. في عام 1970، نشر يوريس كتابًا آخر من أكثر الكتب مبيعًا، وهو QB VII ، والذي يعتمد بشكل فضفاض على تجربة ديرينج. [21]
- تم عرض الكوميديا السوداء لجو أورتن " Entertaining Mr Sloane" لأول مرة في مسرح الفنون الجديدة في لندن . [22]
- مواليد: دانا هيل ، ممثلة سينمائية أمريكية. مثل دانا لين جويتز في إنسينو، كاليفورنيا (توفت بسبب سكتة دماغية بسبب مرض السكري عام 1996)

## 7 مايو1964 (الخميس)
- قُتل شخصان جراء انفجار صاروخ في مظاهرة للبريد الصاروخي على جبل هاسيلكوبف بالقرب من برونلاج بألمانيا الغربية ، قام بها مهندس الطيران جيرهارد زوكر . [23] حظرت حكومة ألمانيا الغربية إطلاق الصواريخ المدنية بعد الكارثة.
- استخدم الرئيس الأمريكي ليندون جونسون لأول مرة المصطلح الذي يصف رؤيته للبرامج الاجتماعية الممولة اتحاديًا لإنشاء " المجتمع العظيم ". وفي حديثه أمام طلاب جامعيين في جامعة أوهايو في أثينا ، قال الرئيس جونسون: "أميركا لكم - ملككم لبناء أرض أفضل - ملككم لبناء المجتمع العظيم". [24] وسوف يصف المفهوم بشكل أكبر في جامعة ميشيغان في 22 مايو.
- تحطمت الرحلة رقم 773 التابعة لشركة باسيفيك إيرلاينز بالقرب من كونكورد، كاليفورنيا ، مما أسفر عن مقتل جميع الأشخاص الذين كانوا على متنها وعددهم 44 شخصًا. انطلقت طائرة فيرتشايلد إف-27 من رينو، نيفادا ، وتوقفت في ستوكتون، كاليفورنيا وكانت على بعد 40 ميل (64 كـم) على مسافة قصيرة من وجهتها في سان فرانسيسكو عندما سقطت. من بين الأدلة الأولى لما حدث هو اكتشاف مسدس جاهز من عيار 357، تم العثور عليه في الحطام، مع ست خراطيش فارغة. [25] في اليوم التالي، أكد مكتب التحقيقات الفيدرالي أن مسجل قمرة القيادة التقط الطيار إرنست كلارك وهو يصرخ: "يا إلهي، لقد أصبت!" قبل أن تسقط الطائرة. [26] تم تتبع الرقم التسلسلي للمسدس إلى الراكب فرانسيسكو "فرانك" غونزاليس، الذي مثل الفلبين في الإبحار في الألعاب الأولمبية الصيفية لعام 1960 ، والذي حصل على بوليصة تأمين على الحياة بقيمة 100 ألف دولار قبل الصعود إلى رينو.[27]
- مواليد: دينيس ماندارينو ، ملحن وفنان وكاتب برازيلي، في ساو باولو [28]

## 8 مايو1964 (الجمعة)
- أصبح رونالد وولف آخر شخص في الولايات المتحدة يتم إعدامه بتهمة جريمة الاغتصاب دون قتل، [29] بعد إدانته بارتكاب هجوم وحشي عام 1959 ضد فتاة تبلغ من العمر 8 سنوات في تروي بولاية ميسوري . تم إعدام وولف في غرفة الغاز في سجن ولاية ميسوري في مدينة جيفرسون .
- مواليد:
  - ميليسا جيلبرت ، ممثلة ومخرجة تلفزيونية أمريكية، والرئيسة السابقة لنقابة ممثلي الشاشة ؛ في لوس أنجلوس
  - بوبي لابونتي ، متسابق السيارات الأمريكية وبطل سلسلة كأس ناسكار ونستون لعام 2000؛ (كوربوس كريستي في تكساس).
  - ديف راونتري ، عازف الدرامز الإنجليزي لفرقة الروك Blur؛ في كولشيستر
- وفيات: كيتشيسابورو نومورا ، 86 عامًا، سفير اليابان السابق لدى الولايات المتحدة وقت الهجوم على بيرل هاربور.

## 9 مايو1964 (السبت)
- أجرى الرئيس الكوري الجنوبي بارك تشونغ هي تعديلاً وزارياً في حكومته، بعد سلسلة من المظاهرات الطلابية ضد جهوده الرامية إلى استعادة العلاقات الدبلوماسية والتجارية مع اليابان. استقال تشوي تو سون، ناشر أكبر صحيفة في كوريا الجنوبية، من منصب رئيس الوزراء وتم استبداله بعد يومين بوزير الخارجية تشونغ إيل كوون.
- تم إحباط مؤامرة لاغتيال وزير الدفاع الأمريكي روبرت س. ماكنمارا ، قبل ثلاثة أيام من زيارته لفيتنام الجنوبية ، مع اعتقال عميل الفيتكونغ نجوين فان تروي . كان تروي، الذي سيتم الاحتفال به كشهيد في فيتنام الشمالية بعد إعدامه في 15 أكتوبر، قد خطط لتفجير قنبلة بينما كان ماكنمارا يقود سيارته عبر جسر كونغ لي في سايغون ( مدينة هوشي منه الآن) في [30]
- ركضت القاطرة البخارية Great Western Railway 7029 <i id="mwATI">Clun Castle</i> من بليموث إلى بريستول تمبل ميدز بدون توقف في زمن قياسي قدره 133 دقيقة و9 ثوانٍ. لو لم يقتصر على 80 ميل في الساعة (130 كم/س) أسفل Whiteball Bank بالقرب من Wellington، كان من الممكن أن تتحسن في ذلك الوقت. [31]
- توفي: نجو دينه كان ، 53 عامًا، سياسي فيتنامي جنوبي كان يحكم بوحشية المنطقة المحيطة بمدينة هوي بعد أن اختاره شقيقه الأكبر، الرئيس الراحل نجو دينه ديم . بعد أن أدانته الحكومة العسكرية بالقتل والابتزاز والاعتقالات غير القانونية، رفضت سفارة الولايات المتحدة طلب اللجوء بعد اغتيال ديم وشقيقه الآخر، نغو دينه نهو . نظرًا لأنه كان يعاني من مرض شديد بسبب مرض السكري ومشاكل في القلب، تم نقل جان على نقالة إلى ملعب رياضي في سايغون ، حيث تم ربطه إلى وتد خشبي، وتم إعدامه رميًا بالرصاص. وفي وقت سابق من اليوم، تم إعدام فان كوانج دونج، الرئيس السابق لقوة الشرطة السرية في كان، في الملعب البلدي في هوي أمام حشد من 40 ألف شخص.[32]

## 10 مايو1964 (الأحد)

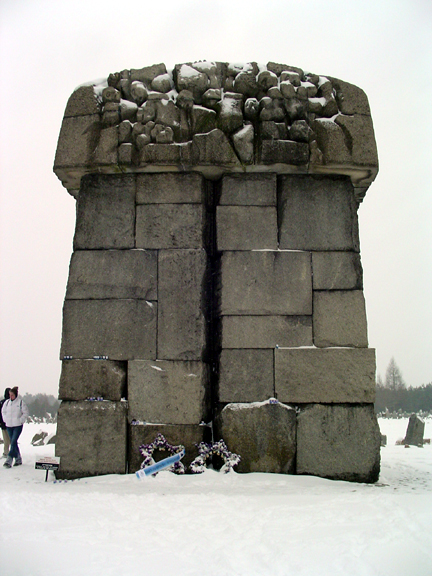
نصب تريبلينكا التذكاري

- تم تخصيص النصب التذكاري لضحايا معسكر الموت تريبلينكا في بولندا. صممه آدم هاوبت وفرانسيسزيك دوزينكو، وكان النصب التذكاري مكسورًا بطول 26-قدم (7.9 م) مسلة محاطة بـ 17000 قطعة من الجرانيت الحاد. [33]
- هزم ماركو أوريليو روبلز الرئيس السابق أرنولفو أرياس وخمسة مرشحين آخرين ليفوز بالانتخابات الرئاسية في بنما . [34]
- كاد المغني والممثل السينمائي فرانك سيناترا أن يغرق في مياه راكدة أثناء السباحة في هاواي ، حيث كان يصور فيلم "لا شيء إلا الشجعان" . [35] أحد نجوم الفيلم، براد ديكستر ، سبح لإنقاذ سيناترا وساعد في إنقاذ حياته. [36]
- مواليد: مارك أندريه, مؤلف موسيقى كلاسيكية فرنسي المولد; في باريس
- وفيات:
  - كارول هاني ، 39، ممثلة أمريكية وحائزة على جائزة توني. من الالتهاب الرئوي
  - ميخائيل لاريونوف ، 82، رسام روسي رائد ومؤسس الرايونية
  - فيك مورابيتو ، رجل أعمال أمريكي ومالك مشارك مثير للجدل لفريق سان فرانسيسكو 49ers NFL